# Cuciurul Mic, Zastavna
Cuciurul Mic (în ucraineană Малий Кучурів, transliterat Malîi Kuciuriv și în germană Kuczurmik) este un sat reședință de comună în raionul Zastavna din regiunea Cernăuți (Ucraina). Are 1,280 locuitori, preponderent  ucraineni (ruteni).
Satul este situat la o altitudine de 257 metri, în partea de centru a raionului Zastavna.

## Istorie
Localitatea Cuciurul Mic a făcut parte încă de la înființare din regiunea istorică Bucovina a Principatului Moldovei. Prima atestare documentară a satului datează din anul 1420.
După anexarea Bucovinei de către Imperiul Habsburgic în anul 1775, localitatea Cuciurul Mic a făcut parte din Ducatul Bucovinei, guvernat de către austrieci, făcând parte din districtul Zastavna (în germană Zastawna). 
După Unirea Bucovinei cu România la 28 noiembrie 1918, satul Cuciurul Mic a făcut parte din componența României, în Plasa Nistrului a județului Cernăuți. Pe atunci, majoritatea populației era formată din ucraineni, existând și o comunitate de români. 
Ca urmare a Pactului Ribbentrop-Molotov (1939), Bucovina de Nord a fost anexată de către URSS la 28 iunie 1940, reintrând în componența României în perioada 1941-1944. Apoi, Bucovina de Nord a fost reocupată de către URSS în anul 1944 și integrată în componența RSS Ucrainene. 
Începând din anul 1991, satul Cuciurul Mic face parte din raionul Zastavna al regiunii Cernăuți din cadrul Ucrainei independente. Conform recensământului din 1989, numărul locuitorilor care s-au declarat români plus moldoveni era de 3 (0+3), reprezentând 0,23% din populație . În prezent, satul are 1.280 locuitori, preponderent ucraineni.

## Demografie
Componența lingvistică a comunei Cuciurul Mic
     Ucraineană (98,75%)
     Rusă (1,17%)
     Alte limbi (0,08%)
Conform recensământului din 2001, majoritatea populației comunei Cuciurul Mic era vorbitoare de ucraineană (98,75%), existând în minoritate și vorbitori de rusă (1,17%).
1930: 2.599 (recensământ) 
1989: 1.321 (recensământ)
2007: 1.280 (estimare)

### Recensământul din 1930
Componența etnică a comunei Cuciurul Mic (județul Cernăuți)
     Români (10,27%)
     Ruteni (82,6%)
     Evrei (1,54%)
     Polonezi (4,92%)
     Germani (0,67%)
Componența confesională a comunei Cuciurul Mic
     Ortodocși (89,68%)
     Romano-catolici (5,19%)
     Mozaici (1,54%)
     Adventiști (3,07%)
     Altă religie (0,52%)
Conform recensământului efectuat în 1930, populația comunei Cuciurul Mic se ridica la 2.599 locuitori. Majoritatea locuitorilor erau ruteni (82,60%), cu o minoritate de români (10,27%), una de evrei (1,54%), una de polonezi (4,92%) și una de germani (0,67%). Din punct de vedere confesional, majoritatea locuitorilor erau ortodocși (89,68%), dar existau și mozaici (1,54%), romano-catolici (5,19%) și adventiști (3,07%). Alte persoane au declarat: greco-catolici (9 persoane) și armeano-catolici (4 persoane).

## Personalități
- Nikolai Spenul (1867-1928) - pedagog, jurnalist și activist politic ucrainean din Bucovina. El a fost membru al administrației ucrainene instituite unilateral în Bucovina în noiembrie 1918, apoi consul al Republicii Populare a Ucrainei Occidentale la Viena.
- Emilian Țopa (1900-1987) - doctor în științe naturale, profesor universitar de botanică la București, Cluj și Iași; a condus grădinile botanice din Cernăuți (1926-1944), Cluj (1945-1963) și Iași (1963-1970).

## Obiective turistice
- Biserica de lemn cu hramul "Sf. Nicolae" - construită în 1883; are icoana vechi și o Evanghelie din 1800 [5]